# Burgtheater

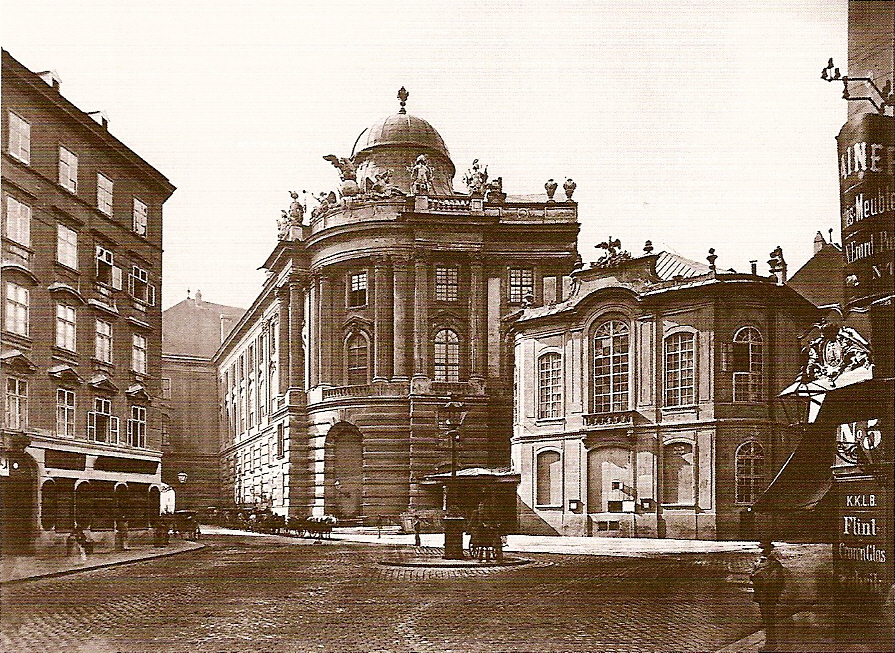
El vell Burgtheater (abans de 1888).

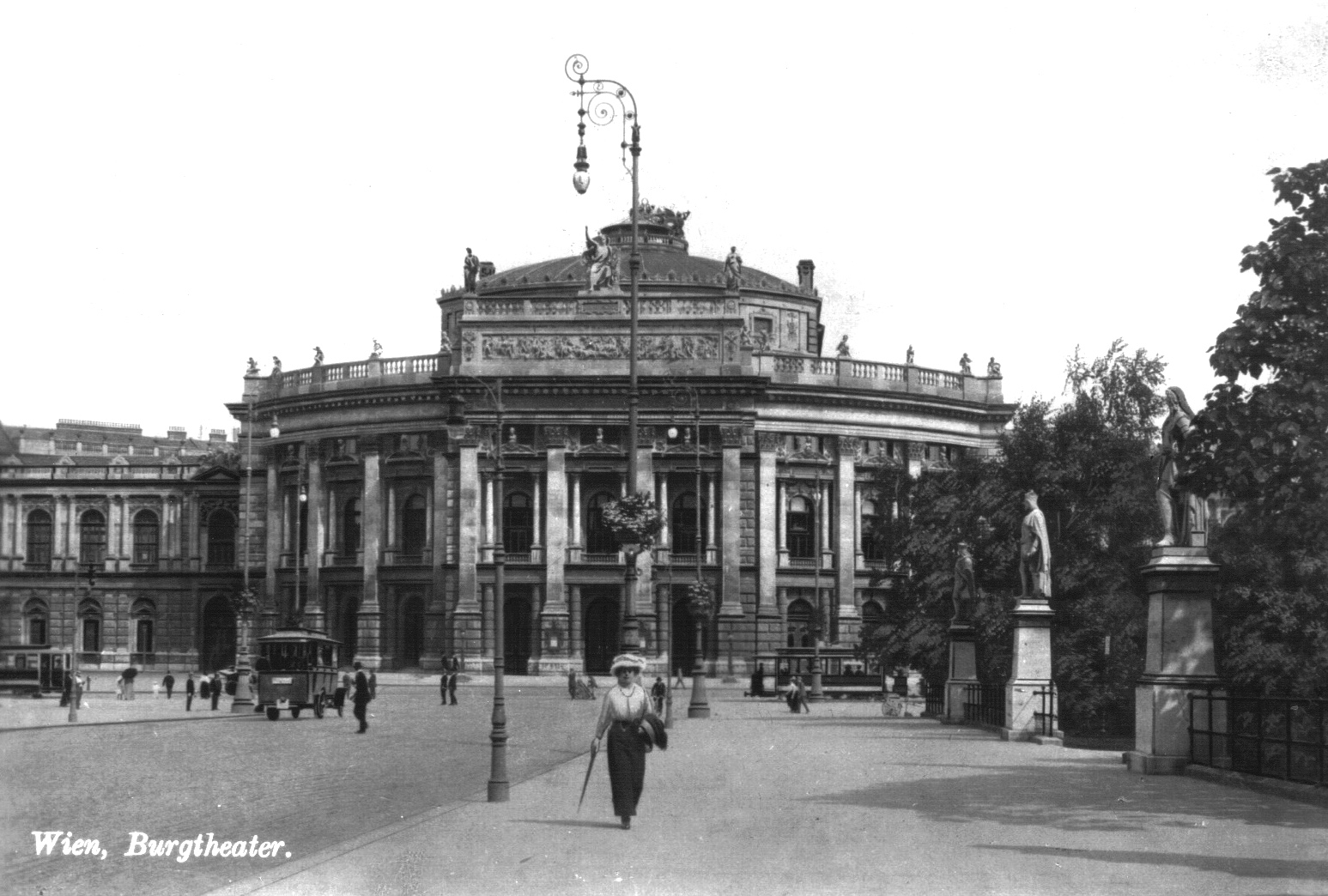
El nou Burgtheater tot just acabat devers 1888

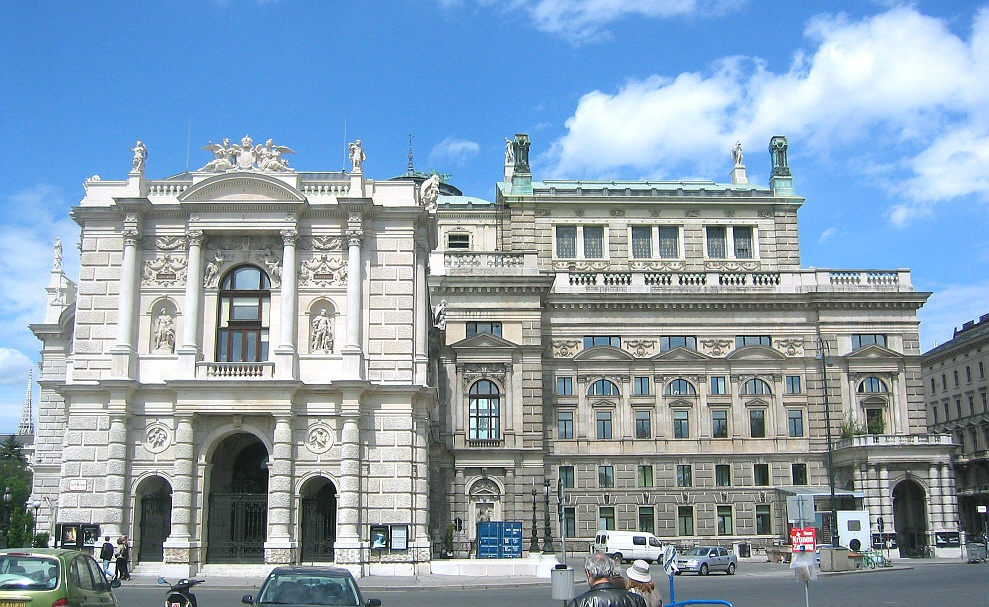
Burgtheater (lateral)

El Burgtheater (Teatre imperial de la cort), és el Teatre Nacional d'Àustria a Viena i un dels més importants teatres del món en llengua alemanya. El Burgtheater va ser creat el 1741 i els vienesos l'anomenen «Die Burg». Originalment es deia Königliches i Kaiserliches Theater an der Burg, i a partir de 1920 K.K. Hofburgtheater.
La seva companyia estable hi ha creat un estil tradicional i una manera distintiva en les seves locucions.

## Història
Va ser fundat el 14 de març de 1741 per l'emperadriu Maria Teresa I d'Àustria que desitjava de disposar d'un teatre que a prop del seu palau. El seu fill, l'emperador Josep II l'anomenava «Teatre Nacional Alemany» el 1776. Tres òperes de Mozart van ser estrenades en el seu escenari: El rapte del serrall (Die Entführung aus dem Serail, 1782), Les noces de Fígaro (Le nozze di Figaro, 1786) i Així fan totes (Così fan tutte, 1790). A partir de 1794, el teatre es va dir K.K. Hoftheater nächst der Burg.
El 14 d'octubre de 1888, el teatre es va traslladar a un nou edifici a la Ringstraße, el qual havia estat dissenyat per Gottfried Semper i Karl Freiherr von Hasenauer i s'havia començat a construir catorze anys abans, el 1874.
El 12 de març de 1945 el Burgtheater fou greument tocat per un bombardeig i, un mes més tard, el 12 d'abril, es va malmetre més encara per un incendi d'origen desconegut. Després de la Segona Guerra Mundial, el teatre va ser restaurat entre 1953-1955.

## Directors del "Burgtheater"
- Joseph Schreyvogel (1814-1832)
- Heinrich Laube (1849-1867)
- Hermann Röbbeling (1932-1938)
- Mirko Jelusich (1938)
- Lothar Müthel (1939-1945)
- Raoul Aslan (1945-1948)
- Josef Gielen (1948-1954)
- Adolf Rott (1954-1959)
- Ernst Haeussermann (1959-1968)
- Paul Hoffmann (1968-1971)
- Gerhard Klingenberg (1971-1976)
- Achim Benning (1976-1986)
- Claus Peymann (1986-1999)
- Klaus Bachler (des de 1999)

## Unes estrenes
El Burgtheater ha estat lloc d'estrena de nombroses obres de teatre d'autors com Thomas Bernhard, Elfriede Jelinek, Peter Handke, Peter Turrini i George Tabori, entre d'altres.
- 1762 Orfeo ed Euridice de Christoph Willibald Gluck
- 1767 Alceste de Christoph Willibald Gluck
- 1782 Die Entführung aus dem Serail de Wolfgang Amadeus Mozart
- 1786 Le nozze di Figaro de Wolfgang Amadeus Mozart
- 1787 L'arbore di Diana de Vicent Martín i Soler
- 1790 Così fan tutte de Wolfgang Amadeus Mozart